# Delta White
Delta White (Watford, Inglaterra; 31 de diciembre de 1981) es una actriz pornográfica, escort y modelo erótica británica.

## Biografía
Delta White, cuyo nombre de nacimiento es Hannah Panayides, nació en la ciudad de Watford, en el distrito inglés de Hertfordshire, en el día de Nochevieja de 1981, en una familia de ascendencia chipriota. Antes de entrar en la industria pornográfica, presentó un programa erótico en la televisión.
Entró a grabar sus primeras escenas como actriz porno en 2007, a los 26 años de edad, en películas como Sports Babes 4, Fresh Porn Players o Babes of Pornostatic 2.
Ha trabajado en producciones de Brazzers, Killergram, Playhouse o Bluebird Films.
Decidió retirarse por un tiempo de la producción de películas X en 2013, llegando a trabajar como escort en Londres. Como actriz pornográfica apareció en algo más de 180 películas, entre producciones originales y compilaciones.